# Hreceanîkî, Pereiaslav-Hmelnițki
Hreceanîkî (în ucraineană Гречаники) este un sat în comuna Stovpeahî din raionul Pereiaslav-Hmelnițki, regiunea Kiev, Ucraina.

## Demografie
Componența lingvistică a localității Hreceanîkî
     Ucraineană (98,18%)
     Rusă (1,82%)
Conform recensământului din 2001, majoritatea populației localității Hreceanîkî era vorbitoare de ucraineană (98,18%), existând în minoritate și vorbitori de rusă (1,82%).